# 78-ма штурмова дивізія (Третій Рейх)
78-ма штурмова дивізія (Третій Рейх) (нім. 78. Sturm-Division) — особлива піхотна дивізія Вермахту за часів Другої світової війни. Після розгрому в операції «Багратіон» залишки дивізії передані до 543-ї гренадерської дивізії. Пізніше на її базі сформована 78-ма гренадерська дивізія.

## Історія
78-ма штурмова дивізія була створена 30 грудня 1942 шляхом переформування 78-ї піхотної дивізії.

## Райони бойових дій
- СРСР (центральний напрямок) (грудень 1942 — липень 1944).

## Командування

### Командири
- генерал від інфантерії Пауль Фелькерс (нім. Paul Völckers) (30 грудня 1942 — 1 квітня 1943);
- генерал-лейтенант Ганс Траут (нім. Hans Traut) (1 квітня — 1 листопада 1943);
- генерал-лейтенант Геріберт фон Ларіш (нім. Heribert von Larisch) (1 листопада 1943 — 15 лютого 1944);
- генерал-лейтенант Ганс Траут (15 лютого — 12 липня 1944);
- генерал від інфантерії Зігфрід Расп (нім. Siegfried Rasp) (12 — 18 липня 1944).

## Нагороджені дивізії
Нагороджені дивізії
Нагороджені Сертифікатом Пошани Головнокомандувача Сухопутних військ для військових формувань Вермахту за збитий літак противника
- 16 травня 1942 — 3-тя рота 195-го піхотного полку за дії 2 березня 1942 (133);
- 19 червня 1942 — 2-га рота 215-го піхотного полку за дії 17 квітня 1942 (164);
- 10 серпня 1942 — 62-га батарея 178-го артилерійського полку за дії 28 травня 1942 (195);
- 1 листопада 1943 — 1-ша транспортна рота 178-го командування дивізійного тилу за дії 15 липня 1943 (419);
- 1 травня 1944 — штабна рота 215-го штурмового полку за дії 12 грудня 1943 (474).

|  | Кавалери Нагрудного знаку ближнього бою в золоті                                                           | 1 |
|  | Кавалери Золотого Німецького Хреста                                                                        | 123 |
|  | Кавалери Срібного Німецького Хреста                                                                        | 1 |
|  | Кавалери Лицарського хреста Залізного хреста з Дубовим листям                                              | 2 (№ 309 обер-фельдфебель Йозеф Шрайбер — 05.10.1943 № 743 оберстлейтенант Георг Гебгардт — 19.02.1945) |
|  | Кавалери Лицарського хреста Залізного хреста                                                               | 33 |
|  | Кавалери Почесної відзнаки Сухопутних військ «Почесна застібка на орденську стрічку для Сухопутних військ» | 30 |

- Нагороджені Сертифікатом Пошани Головнокомандувача Сухопутних військ (6)
- Нагороджені Сертифікатом Пошани Головнокомандувача Сухопутних військ за збитий літак противника (4)